# Unió de Valencia
La Unió fue un movimiento político y social que se constituyó en el reino de Valencia en mayo de 1347 para oponerse a la política autoritaria del rey Pere el Cerimoniós alegando que esta contravenía los Furs. Tras un éxito inicial los «unionistas» fueron derrotados por los realistas, comandados por el rey en persona, en la batalla de Mislata el 8 de diciembre de 1348, desatándose a continuación una durísima represión. Previamente, en julio, el Cerimoniós había acabado con la Unión de Aragón tras vencer a sus partidarios en la batalla de Épila. 
Según Antoni Furió, «la crisis de la Unió» constituyó «un hecho central en la historia medieval valenciana por su triple dimensión de revuelta política, insurrección social y conflicto militar». Según este historiador «tenía sus raíces en el enfrentamiento entre dos concepciones antagónicas del poder»: la cesarista del rey frente a la pactista encarnada en las Cortes.
La Guerra de la Unió fue la primera guerra civil de la historia del Reino de Valencia.

## Antecedentes
Durante los primeros años de su reinado, iniciado en 1336, el nuevo rey Pedro «el Ceremonioso», aconsejado por un grupo de nobles y de juristas roselloneses (que habían servido a Jaume III de Mallorca y que Pere había incorporado a su corte después de reintegrar a su Corona el reino de Mallorca y el Condado de Rosellón en 1343-1344), desarrolló una política autoritaria basada en una concepción cesarista del poder que al situar la voluntad del rey por encima de los Furs de València rompía con el tradicional pactismo que había regido hasta entonces las relaciones entre el soberano y sus vasallos.
La política autoritaria se manifestaba en una serie de violaciones de los Furs por parte del monarca y de sus oficiales que, como ha señalado Antoni Furió, «incluía la invasión de las competencias de los tribunales y los jueces locales, el cese de justicias, abogados y notarios municipales y la coacción a mercaderes y cambistas para que concediesen préstamos a la Corona». Estos «contrafueros» afectaban sobre todo al estamento de ciudadanos, más concretamente al patriciado urbano, que precisamente será el sector social que encabezará la revuelta de la Unió y cuyos «greuges» (agravios) también se extendían a otras actuaciones de la Corona como las continuas alienaciones del patrimonio real, las concesiones jurisdiccionales a la nobleza y las exigencias tributarias para financiar las campañas militares de la monarquía. Por su parte Vicent Baydal ha señalado que estos «continuos e inmoderados subsidios que el monarca pidió, en especial al estamento real, desde su llegada al trono en 1336», fueron una de las razones principales de la rebelión de la Unió, junto con «el autoritarismo del Cerimoniós, manifestado desde el comienzo de su reinado y agravado a partir de 1344, cuando incorporó al Consejo real a una serie de juristas roselloneses, de corte cesarista... [y] que no escondían su desconocimiento total de las leyes valencianas».

## Constitución
El detonante para la constitución de la Unió fue la proclamación en marzo de 1347 de la infanta Constanza como heredera al trono, sin el consentimiento de las Cortes y en contra de la costumbre hereditaria de la Corona de Aragón que excluía a las mujeres de la sucesión. La ciudad de Valencia reaccionó inmediatamente rechazando el nombramiento y a principios de mayo convocó a los representantes de los tres estamentos para constituir una Unió «per conservar furs, privilegis, libertats e bon uses, franquees e inmunitats de la ciutat et regne de aquella» ['para conservar fueros, privilegios, libertades y buenos usos, franquicias e inmunidades de la ciudad y reino de aquella']. «La base legal para su constitución eran los privilegios que en la década de 1280, en el contexto de la pugna foral [entre los partidarios de los Fueros de Aragón y los de los Furs], los reyes habían dado para crear uniones y fraternidades en defensa de los Furs», ha señalado Vicent Baydal.
La insurrección se extendió por numerosas poblaciones, tanto enclavadas en tierras del rey como de señorío, como la baronía de Cocentaina o la de Sueca y otros dominios de la Orden de Montesa, pero seis villas reales, encabezadas por Xàtiva (que tras la derrota de los «unionistas» sería recompensada con la concesión del título de ciudad) y entre las que se encontraban Morella, Castellfabib, Alpont, Vila-Real y Borriana, se integraron en el bando monárquico, así como la mayor parte de la nobleza —especialmente los magnates señoriales—, a diferencia de la renacida Unión de Aragón que contó con el apoyo de los nobles aragoneses y de la inmensa mayoría de los núcleos urbanos. Así, en el reino de Valencia la rebelión de la Unió se convirtió en la primera guerra civil de su historia.

## Guerra de la Unió
A principios de diciembre de 1347 los insurrectos de la Unió derrotaron a los realistas en La Pobla Llarga y en Bétera, lo que obligó al rey Pere a acudir a Valencia al frente de un poderoso ejército. Pero la expedición fracasó porque la mayor parte de las tropas fueron licenciadas al no contar con medios para pagarlas y a causa del estallido del motín de la villa de Morvedre cuando llegó allí el rey acompañado de sus consejeros roselloneses. Así Pere el Cerimoniós se vio obligado a aceptar las reivindicaciones de los «unionistas», siendo trasladado a Valencia a finales de marzo de 1348. El 6 de abril unas cuatrocientas personas, en su mayoría pertenecientes a las clases populares, asaltaron el Palacio Real, situado extramuros, y obligaron al rey y a la reina a bailar con ellos las canciones satíricas entonadas por el barbero Gonçalbo de Roda.
Al declararse la peste negra en la ciudad de Valencia en mayo de 1348 los dirigentes de la Unió decidieron dejar marchar al rey para evitar que se contagiara. Pere el Cerimoniós se puso entonces al frente de un ejército que se había formado en Cataluña y en Aragón, y al que se habían sumado los realistas valencianos, y que contaba con tropas navarras y castellanas, y lanzó una gran contraofensiva, ocupándose en primer lugar de los insurrectos de la Unión de Aragón, una parte de los cuales había vuelto a la obediencia real, a los que derrotó en julio en la batalla de Épila.
La noticia de la derrota de los «unionistas» aragoneses radicalizó a los «unionistas» valencianos que instauraron un régimen de terror en la ciudad de Valencia durante el cual numerosos partidarios del rey fueron ejecutados. Asimismo nombraron al jurista Joan Sala como capità de guerra, dotado de poderes excepcionales. Pero estas medidas no consiguieron detener el avance del ejército realista comandado por el propio monarca y los partidarios de la Unió fueron derrotados el 8 de diciembre en la batalla de Mislata. La capital capituló dos días más tarde y tras ella las otras villas y lugares que se habían sumado a la rebelión.

## Consecuencias
La represión fue especialmente dura. La ciudad de Valencia y el resto de poblaciones rebeldes tuvieron que pagar elevadas composiciones para obtener el perdón del rey. Los insurrectos sufrieron penas económicas y veinte de ellos fueron ejecutados, entre ellos Joan Sala, horriblemente mutilado antes de ser colgado, y Gonçalbo de Roda, y sus bienes confiscados y subastados. Además significadas familias «unionistas» que habían ostentado cargos en la ciudad de Valencia quedaron definitivamente apartadas del gobierno municipal, siendo sustituidas por otras que se habían mantenido fieles al rey. Y a principios de 1349 se celebraron Cortes en las que se abolieron las disposiciones emanadas de la Unió y las arrancadas al rey. Sus acuerdos constituyeron los «Furs novells» que se sumaron a los «Furs vells» de las Cortes de 1261 y 1271, bajo Jaume I, y los «Furs Nous» de 1329-1330, bajo Alfons el Benigne. «Era la cuarta vez en la historia valenciana que se promulgaban leyes generales para el conjunto de los estamentos... No obstante, evidentemente las Cortes de 1349 no constituyeron un foro de negociación colectiva, sino que, en su tarea de represión, estuvieron férreamente controladas por el monarca». Así lo manifestó el infante Fernando, hermanastro de el Cerimoniós, que se había posicionado a favor de la Unió, intentando reavivar la rebelión:

[Les Corts] son celebrades en major partida per enamics del dit senyor infant et persones parcials... les quals són vengudes mà armada o hostilment contra la dita ciutat e regne e han feytes, e feytes fer, diverses morts cruels, inhumanitats no acostumbrades de fer contra moltes e diverses persones que no havien alcuna culpa, mas solament són estades mortes e destruïdes en persones e béns per tal con deffanien los dits furs e privilegis, libertats e bons uses e la Unió
[Las Cortes] son celebradas en mayor parte por enemigos del dicho señor infante y personas parciales... las cuales son venidas mano armada o hostilmente contra la dicha ciudad y reino y han hecho, y hecho hacer, diversas muertes crueles, inhumanidades no acostumbradas a hacer contra muchas y diversas personas que no tenían ninguna culpa, mas solamente han sido muertas o destruidas en personas y bienes por tal que defendían los dichos fueros y privilegios, libertades y buenos usos y la Unió.

Según Antoni Furió, la derrota de la Unió, paradójicamente, no supuso el afianzamiento del autoritarismo monárquico, sino más bien todo lo contrario, ya que Pere decidió retornar al régimen pactista tradicional. Según este historiador, «el desgaste financiero y político de la corona durante la pasada crisis aconsejó a Pere el Cerimoniós el retorno al equilibrio de poder anterior... Por otro lado, la reanudación de la expansión mediterránea, objetivo inmediato de la monarquía, exigía también la recomposición del consenso político interno». De hecho en 1351 la ciudad de Valencia contribuyó con cien ballesteros y tres galeras a la campaña naval contra Génova, la gran rival de la Corona de Aragón por el control del Mediterráneo occidental, y dos años después el conjunto del reino colaboró con abundantes recursos militares y financieros al sometimiento de Cerdeña.
Vicent Baydal sostiene un punto de vista diferente del de Furió cuando afirma que «Pere el Cerimoniós mantuvo una posición de fuerza después de vencer a la Unió y evitó convocar nuevas Cortes durante los años siguientes. Durante aquel periodo se centró en tratar de conquistar Cerdeña de manera definitiva... pero ninguno de los subsidios necesarios para financiar estas expediciones fue pedido a los estamentos valencianos en Cortes o parlamentos, sino que, bien al contrario, el rey los exigió fuera de este tipo de reuniones. Por tanto, durante el periodo inmediatamente posterior a la Unió se rompió la vía iniciada en 1329, mediante la que el monarca y los estamentos trataban los principales asuntos políticos y fiscales del reino dentro del marco parlamentario... Ahora, en cambio, el Cerimoniós requirió directamente los subsidios sin proceder a ningún tipo de negociación: el reino había quedado subyugado a su voluntad después de la derrota de la Unió. Sin embargo, eso cambiará radicalmente a partir de 1356, cuando el rey de Castilla, Pedro I, el Cruel, comenzó a dirigir ataques contra la Corona de Aragón».